# O Primeiro Dia de Inverno
O primeiro dia de inverno é um romance fictício escrito por Marcia Kupstas, publicado em 1999 no Brasil. A obra permanece apenas no próprio país onde foi publicado, não há planos para que ultrapasse essa meta. O livro tende a focar as consequências da vingança e da inveja. A série Está na minha mão. Viver Valores! é composta por outros romances de mesmo assunto.

## Sinopse
O que fazer se o novo colega tem uma casa melhor, "rouba" seus amigos e os atrai pela originalidade de seus hobbies? Se o despeito e o desejo de vingança exaltam a imaginação do invejoso, estaria ele condenado a agir guiado por essa paixão? 
 Em O primeiro dia de inverno, de Marcia Kupstas, a história ficcional dá elementos para discutir o tema da inveja e das emoções despertadas por esse sentimento soturno.
 A inveja é um sentimento muito, muito humano. Às vezes, mesmo sem reconhecê-la, sucumbimos a essa paixão triste. Essa questão remete à importante tarefa de identificar e clarificar valores para que, por meio do desenvolvimento do juízo moral, cada um possa decidir por si mesmo em situações de conflito.

## Personagens principais
Cleiton
Jurandir

Bernadete

Chico

Anita

Mário

Betinha

Sônia

Cris

Matilde

Wando

Francisco

Mãe de Jurandir